# Verbandsgemeinde Weißenthurm
La comunità amministrativa di Weißenthurm (Verbandsgemeinde Weißenthurm) si trova nel circondario di Mayen-Coblenza nella Renania-Palatinato, in Germania.

## Comuni
Fanno parte della comunità amministrativa i seguenti comuni:
| Comune, città                | Sup. (km²) | Abitanti |
| ---------------------------- | ---------- | -------- |
| Bassenheim                   | 14,76      | 2 867    |
| Kaltenengers                 | 3,07       | 2 149    |
| Kettig                       | 7,78       | 3 411    |
| Mülheim-Kärlich, Stadt       | 16,31      | 11 248   |
| Sankt Sebastian              | 2,88       | 2 683    |
| Urmitz                       | 3,77       | 3 422    |
| Weißenthurm, Stadt           | 3,99       | 9 171    |
| Verbandsgemeinde Weißenthurm | 52,56      | 34 951   |

(Abitanti al 31 dicembre 2021)